# Денисово (Красноярский край)
Денисово — село в Дзержинском районе Красноярского края. Административный центр Денисовского сельсовета.

## История
Село было основано в 1630 году. По данным 1926 года в деревне Денисовка имелось 73 хозяйства и проживало 498 человек (296 мужчин и 298 женщин). В национальном составе населения преобладали русские. В административном отношении Денисовка входила в состав Рождественского сельсовета Рождественского района Канского округа Сибирского края.

## Население
| 2010 |
| ---- |
| 972  |